# 神户高专剑道课罢课事件
神户高专剑道课罢课事件（日语：／ Kōbekōsen kendōjitsugi kyohijiken ?），是日本一起有关宗教信仰自由的行政诉讼案件。该案中，一名公立学校学生以自身宗教信仰为由，拒绝参加作为必修科目的剑道的学习，连续两年受到留级处分后遭到退学。该名学生遂以学校违法处分为由，提起行政诉讼，请求撤销退学的决定。该案件也是日本宪法史上有关学校教育与保障宗教信仰自由关系的著名判例之一。

## 案件概要

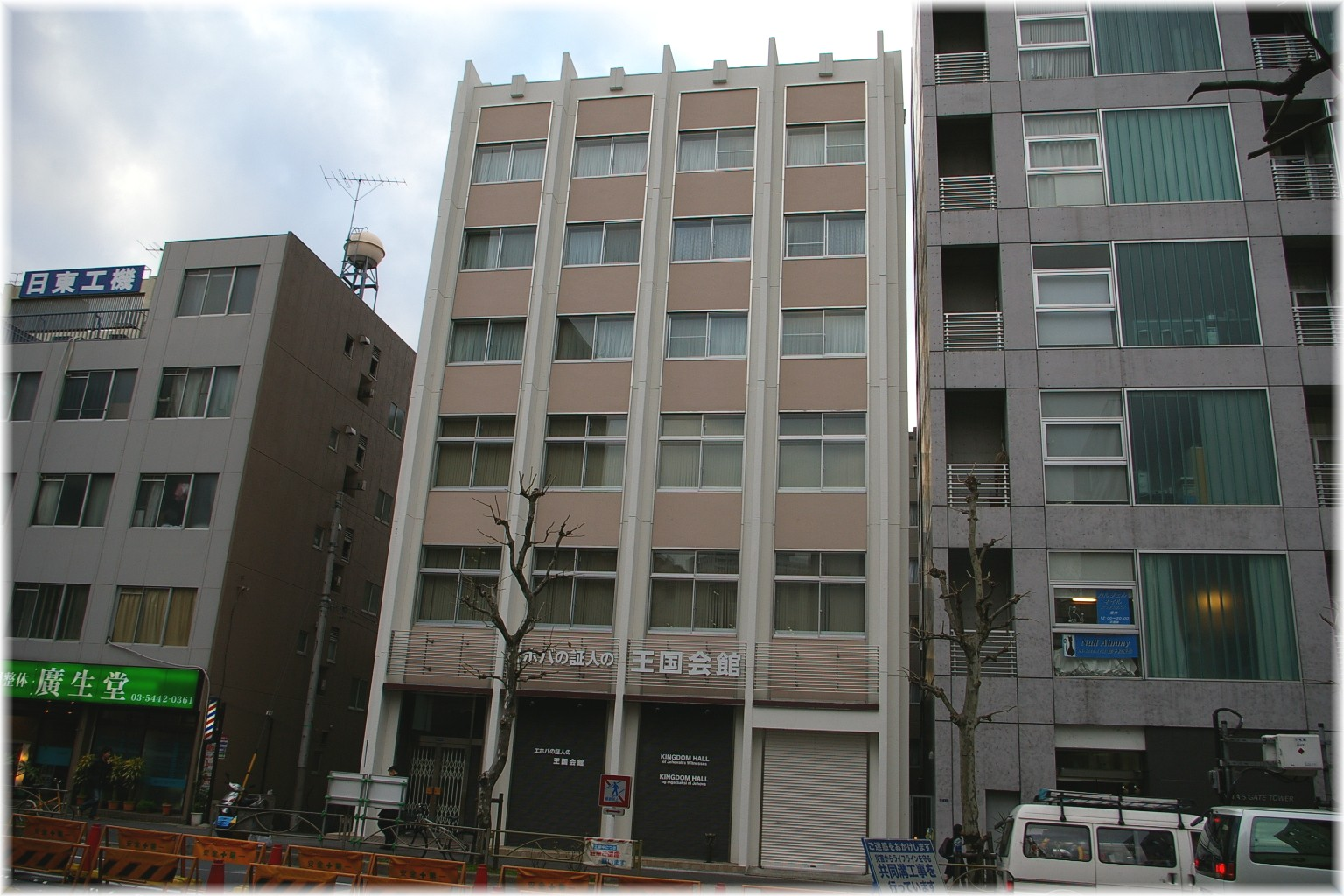
本案原告所信奉的耶和华见证人东京总部

1990年入读神户市立工业高等专门学校的新生中有五名耶和华见证人信徒。当年该校搬迁至新校区，体育科目中有一门必修科目——剑道。该五名新生引用《圣经》中的话“他们要将刀打成犁头，把枪打成镰刀。这国不举刀攻击那国，他们也不再学习战事”，以此为由拒绝参加剑道课。他们虽然拒绝上课，但曾经向体育老师进行交涉，希望按照病假学生旁听课程并提交报告的方式来取得学分，但未获准许。由于未能获得体育课的学分，校方根据该校制度，决定在这五名信仰耶和华见证人的学生就讀第一學年時给予留级处分。
第二年，这五名学生中有三名学生参加了剑道课并升入二年级，一名自主退学；而剩下一名学生（本案原告）仍拒绝参加剑道课，因此以相同的理由再次被校方给予留级处分。根据该校校规，连续两次留级的学生可以给予退学处分，因此校方给予了该名学生退学处分。

## 诉讼的焦点
被退学的本案原告向法院申请停止执行及撤销先后两次的留级处分及退学决定。关于停止执行的请求，神户地方裁判所与大阪高等裁判所均予以驳回。此后，双方针对学校处分行为的合法性展开了争论，各方主张如下文所述。

### 原告（受处分学生）
- 学校对于拒绝参加必修体育科目之一的剑道课的学生，完全不接受以提交报告完成学习等替代措施并按旷课处理，最终作出退学处分。这一行为超出了学校自由裁量权的合理限度。
- 校方强迫学生学习剑道课的行为，侵犯了《日本国宪法》所保护的宗教信仰及良心的自由。
- 其他的一些学校采取了对拒绝参加格斗课程的学生的替代措施。在高等专门学校中，剑道课缺乏教授学习的必要性。

### 被告（校方）
- 学校在招生时明确记载了必修科目的内容，并将无法取得学分的可能后果向学生进行了提前告知。学生理应在入学初期就预见到拒绝修习课程的后果。
- 如校方同意原告提出的替代措施，那等同于对特定的宗教信仰给予帮助，这恰恰违反了《日本国宪法》第20条第3项规定的“政教分离”原则。
- 宗教信仰自由并不意味着其在任何情况下都应当得到保障。为了学校运转的正常，公共利益需要限制宗教信仰自由。

## 高等法院及最高法院判决

### 一审

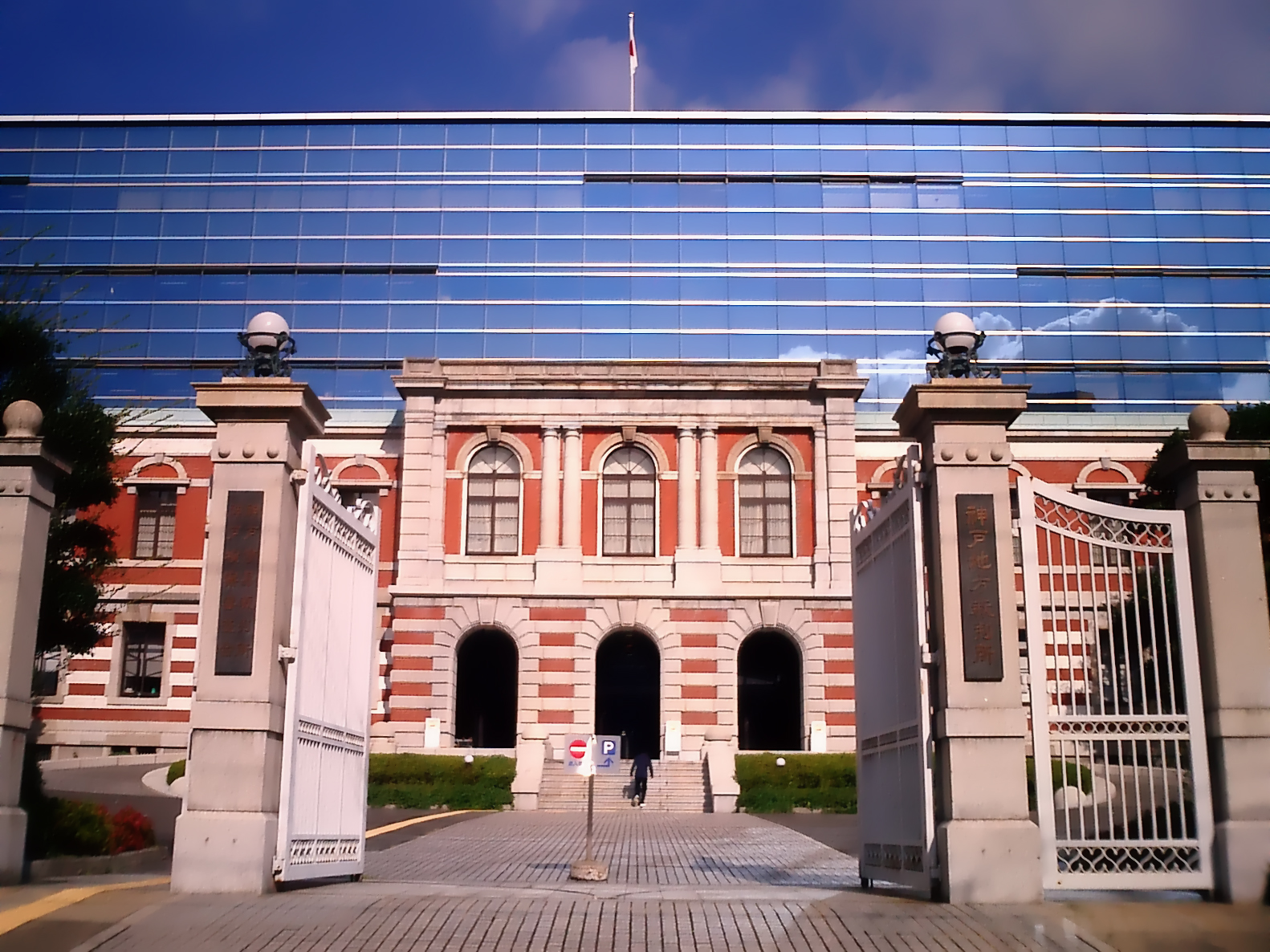
一审法院：神户地方裁判所

神户地裁一审判决，支持了校方的观点，驳回了原告的诉讼请求。法院的判决理由为：“如果是超出了保障信仰自由的界限，而且明显是反社会的行为，则法律不能给予保护。”（加持祈祷事件，最高裁判所昭和38年5月15日）。

### 控诉审及上告审
但是，大阪高裁与最高裁均撤销了一审判决，判定校方的一系列行为超出了裁量权的合理范围，违反了宪法规定，支持了原告的诉讼请求。最高裁第2小法庭在1996年3月8日全体一致通过的判决中指出：“其他学校对于同类的拒绝参加格斗课程的学生采取了替代措施，……，且在高等专门学校中并没有必须学习剑道实战技巧的必要性，可以用其他体育科目进行代替。”
对于学校的处分决定，判决认为：“（这些决定）并非特意限制信仰自由或者宗教行为，但其结果是没有充分考虑学生的信仰自由，且从社会普遍观念来看，留级处分和退学处分明显不当，超出了裁量权的合理范围，应属违法”，并予以撤销。
至于校方主张的“如容忍学生的行为，则违反了日本国宪法的政教分离原则”这一问题，判决认为“采取替代措施的做法并非对特定宗教的帮助”。

## 最高裁判決后
最高裁判決的次月（1996年4月），原告回到该校二年级复学。对于经历多年诉讼的21岁原告，校方提议可以直接升入4年级，但该学生予以拒绝，仍决定从退学时点的一年级末复学。